# ESL Pro League Season 4
Die ESL Pro League Season 4 war die vierte Spielzeit der ESL Pro League. Sie startete am 17. August 2016 und endete mit dem Finale der Offline-Playoffs zwischen Cloud 9 und SK Gaming am 30. Oktober 2016 im Ginásio do Ibirapuera in São Paulo, aus welchem Cloud 9 als Sieger hervorging.

## EU League
Neue Teilnehmer der europäischen Liga waren die HellRaisers und das wiederaufgestiegene Team Penta Sports. Am vorderen Tabellenfeld standen nach dem Ende der Ligaphase die beiden schwedischen Teams fnatic und Ninjas in Pyjamas vor dem mit zwei deutschen Spielern besetzten Team mousesports. In einer umkämpften Saison ohne dominierende Teams erspielten sich dem diesen drei Quintetten FaZe Clan, Team EnVyUs und Team Dignitas einen Platz in den Playoffs. Während das Team Heroic und Aufsteiger Penta Sports in der Relegation antreten müssen, steigt FlipSid3 Tactics in die zweitklassige Mountain Dew League ab.

### EU Tabelle
| Rang | Team | Sp. | S | N | R+ | R- | Diff. | Punkte | Preisgeld |
| --- | --- | --- | --- | --- | --- | --- | --- | --- | --- |
| 01. | fnatic | 26 | 19 | 7 | 401 | 322 | +079 | 57 | - |
| 02. | Ninjas in Pyjamas (M) | 26 | 19 | 7 | 387 | 282 | +105 | 57 | - |
| 03. | mousesports | 26 | 18 | 8 | 381 | 304 | +077 | 54 | - |
| 04. | FaZe Clan | 26 | 18 | 8 | 378 | 350 | +028 | 54 | - |
| 05. | Team EnVyUs | 26 | 16 | 10 | 337 | 317 | +020 | 48 | - |
| 06. | Team Dignitas | 26 | 14 | 12 | 359 | 327 | +032 | 42 | - |
| 07. | Virtus.pro (W) | 26 | 14 | 12 | 350 | 339 | +011 | 42 | 18.000 $ |
| 08. | Natus Vincere | 26 | 13 | 13 | 330 | 344 | −014 | 39 | 15.500 $ |
| 09. | G2 Esports | 26 | 13 | 13 | 354 | 346 | +08 | 39 | 13.000 $ |
| 10. | Astralis | 26 | 12 | 14 | 353 | 335 | +018 | 36 | 10.500 $ |
| 11. | HellRaisers (N) | 26 | 9 | 17 | 337 | 371 | −031 | 27 | 8.000 $ |
| 12. | Heroic 1 | 26 | 8 | 18 | 316 | 375 | −059 | 24 | 5.500 $ |
| 13. | Penta Sports (N) | 26 | 5 | 21 | 291 | 410 | −119 | 15 | 3.000 $ |
| 14. | FlipSid3 Tactics | 26 | 4 | 22 | 226 | 378 | −152 | 12 | 1.500 $ |
| Legende:  Qualifikation für die Offline-Finals  Teilnahme an den Relegationsspielen  Absteiger in die Mountain Dew League | Legende:  Qualifikation für die Offline-Finals  Teilnahme an den Relegationsspielen  Absteiger in die Mountain Dew League | Legende:  Qualifikation für die Offline-Finals  Teilnahme an den Relegationsspielen  Absteiger in die Mountain Dew League | (M) Meister der ESL Pro League Season 3 EU Division: Ninjas in Pyjamas (N) Aufsteiger aus der ESEA EU Premier League Season 21/22: Hell Raisers, Penta Sports (W) Teilnahme durch Wild Card: Virtus.pro | (M) Meister der ESL Pro League Season 3 EU Division: Ninjas in Pyjamas (N) Aufsteiger aus der ESEA EU Premier League Season 21/22: Hell Raisers, Penta Sports (W) Teilnahme durch Wild Card: Virtus.pro | (M) Meister der ESL Pro League Season 3 EU Division: Ninjas in Pyjamas (N) Aufsteiger aus der ESEA EU Premier League Season 21/22: Hell Raisers, Penta Sports (W) Teilnahme durch Wild Card: Virtus.pro | (M) Meister der ESL Pro League Season 3 EU Division: Ninjas in Pyjamas (N) Aufsteiger aus der ESEA EU Premier League Season 21/22: Hell Raisers, Penta Sports (W) Teilnahme durch Wild Card: Virtus.pro | (M) Meister der ESL Pro League Season 3 EU Division: Ninjas in Pyjamas (N) Aufsteiger aus der ESEA EU Premier League Season 21/22: Hell Raisers, Penta Sports (W) Teilnahme durch Wild Card: Virtus.pro | (M) Meister der ESL Pro League Season 3 EU Division: Ninjas in Pyjamas (N) Aufsteiger aus der ESEA EU Premier League Season 21/22: Hell Raisers, Penta Sports (W) Teilnahme durch Wild Card: Virtus.pro | (M) Meister der ESL Pro League Season 3 EU Division: Ninjas in Pyjamas (N) Aufsteiger aus der ESEA EU Premier League Season 21/22: Hell Raisers, Penta Sports (W) Teilnahme durch Wild Card: Virtus.pro |

### EU Kreuztabelle
| EU League | EU League         | fnatic | Ninjas in Pyjamas | mousesports | FaZe Clan | Team EnVyUs | Team Dignitas |       | Natus Vincere | G2 Esports | Astralis | HellRaisers | Heroic | Penta Sports | FlipSid3 Tactics |
| 1.        | fnatic            |        | 16:9              | 16:13       | 9:16      | 16:8        | 11:16         | 16:14 | 16:3          | 13:16      | 17:19    | 19:17       | 16:14  | 16:11        | 16:2             |
| 2.        | Ninjas in Pyjamas | 14:16  |                   | 16:5        | 16:3      | 15:19       | 16:8          | 17:19 | 8:16          | 16:5       | 16:14    | 19:16       | 16:8   | 16:5         | 16:1             |
| 3.        | mousesports       | 14:16  | 13:16             |             | 16:3      | 16:9        | 16:14         | 25:28 | 8:16          | 16:11      | 16:2     | 16:12       | 16:4   | 16:13        | 16:9             |
| 4.        | FaZe Clan         | 18:22  | 12:16             | 6:16        |           | 6:16        | 19:17         | 16:8  | 19:15         | 16:12      | 19:16    | 16:14       | 16:13  | 16:10        | 16:14            |
| 5.        | Team EnVyUs       | 16:14  | 6:16              | 9:16        | 10:16     |             | 16:9          | 10:16 | 10:16         | 16:14      | 3:16     | 16:9        | 16:7   | 16:5         | 16:4             |
| 6.        | Team Dignitas     | 16:9   | 16:10             | 14:16       | 4:16      | 12:16       |               | 7:16  | 16:4          | 16:14      | 10:16    | 19:17       | 16:12  | 16:10        | 16:9             |
| 7.        | Virtus.pro        | 8:16   | 8:16              | 8:16        | 5:16      | 16:0 1      | 7:16          |       | 9:16          | 12:16      | 16:14    | 14:16       | 16:12  | 10:16        | 16:5             |
| 8.        | Natus Vincere     | 6:16   | 11:16             | 13:16       | 23:25     | 17:19       | 8:16          | 3:16  |               | 16:12      | 16:6     | 5:16        | 4:16   | 19:17        | 16:7             |
| 9.        | G2 Esports        | 8:16   | 10:16             | 16:6        | 12:16     | 6:16        | 16:13         | 16:19 | 11:16         |            | 16:14    | 16:9        | 19:16  | 16:11        | 16:6             |
| 10.       | Astralis          | 13:16  | 16:7              | 16:10       | 16:11     | 14:16       | 16:6          | 14:16 | 7:16          | 4:16       |          | 16:8        | 13:16  | 14:16        | 16:12            |
| 11.       | HellRaisers       | 19:15  | 11:16             | 8:16        | 11:16     | 10:16       | 22:18         | 7:16  | 16:7          | 5:16       | 13:16    |             | 6:16   | 16:7         | 16:3             |
| 12.       | Heroic            | 12:16  | 14:16             | 14:16       | 5:16      | 16:10       | 3:16          | 10:16 | 7:16          | 16:12      | 16:13    | 14:16       |        | 16:14        | 7:16             |
| 13.       | Penta Sports      | 12:16  | 7:16              | 11:16       | 18:22     | 10:16       | 7:16          | 7:16  | 7:16          | 14:16      | 5:16     | 16:11       | 19:16  |              | 16:14            |
| 14.       | FlipSid3 Tactics  | 9:16   | 7:16              | 4:16        | 16:7      | 5:16        | 5:16          | 16:5  | 12:16         | 12:16      | 6:16     | 7:16        | 9:16   | 16:7         |                  |

## NA League
Erstmals durften die Organisationen Counter Logic Gaming, Winterfox, Selfless Gaming und Splyce trotz eines mehrheitlichen Austauschs des Lineups ihren Startplatz in der ESL Pro League behalten. Dadurch internationalisierte sich die nordamerikanische Liga. Während Winterfox mit dem vorher unter Team Immunity spielenden australischen Quintett an der Liga teilnehmen durfte, verpflichtete sich das Team Splyce neben zwei europäischen Spielern auch das mongolische Talent Enkhtaivan „Machinegun“ Lkhagv. An der Spitze der Liga dominierte Cloud 9 mit nur einer Niederlage. Neben den bereits in der Vorsaison für die Playoffs qualifizierten Teams OpTic Gaming, Team Liquid und dem in der Vorsaison noch für Luminosity Gaming spielende Quintett von SK Gaming erreichten NRG eSports und der brasilianische Neuling Immortals die Finals. Am Ende des Feldes platzierte sich das Team eUnited, welches direkt wieder abstieg.

### NA Tabelle
| Rang | Team | Sp. | S | N | R+ | R- | Diff. | Punkte | Preisgeld |
| --- | --- | --- | --- | --- | --- | --- | --- | --- | --- |
| 01. | Cloud 9 | 26 | 25 | 1 | 415 | 225 | +190 | 75 | - |
| 02. | Immortals 1 (N) | 26 | 20 | 6 | 385 | 234 | +151 | 60 | - |
| 03. | SK Gaming 2 (G, M) | 26 | 18 | 8 | 341 | 257 | +084 | 54 | - |
| 04. | OpTic Gaming | 26 | 17 | 9 | 376 | 306 | +070 | 51 | - |
| 05. | Renegades 3 | 26 | 17 | 9 | 371 | 271 | +100 | 51 | 18.000 $ |
| 06. | NRG eSports | 26 | 17 | 9 | 354 | 278 | +076 | 51 | - |
| 07. | Team Liquid | 26 | 15 | 11 | 370 | 318 | +052 | 45 | - |
| 08. | Echo Fox (W) | 26 | 13 | 13 | 337 | 353 | −016 | 39 | 15.500 $ |
| 09. | Counter Logic Gaming | 26 | 10 | 16 | 288 | 377 | −089 | 30 | 13.000 $ |
| 10. | Winterfox | 26 | 9 | 17 | 271 | 364 | −093 | 27 | 10.500 $ |
| 11. | compLexity | 26 | 9 | 17 | 269 | 377 | −108 | 27 | 8.000 $ |
| 12. | Selfless Gaming | 26 | 7 | 19 | 302 | 387 | −085 | 21 | 5.500 $ |
| 13. | Splyce | 26 | 3 | 23 | 240 | 402 | −162 | 6 | 3.000 $ |
| 14. | eUnited 4 (N) | 26 | 2 | 24 | 239 | 409 | −170 | 3 | 1.500 $ |
| Legende: Qualifikation für die Offline-Finals Teilnahme an den Relegationsspielen Rückzug aus der ESL Pro League Absteiger in die Mountain Dew League | Legende: Qualifikation für die Offline-Finals Teilnahme an den Relegationsspielen Rückzug aus der ESL Pro League Absteiger in die Mountain Dew League | Legende: Qualifikation für die Offline-Finals Teilnahme an den Relegationsspielen Rückzug aus der ESL Pro League Absteiger in die Mountain Dew League | (G) Gewinner der ESL Pro League Season 3 Offline-Finals: SK Gaming (M) Meister der ESL Pro League Season 3 NA Division: SK Gaming (N) Aufsteiger aus der ESEA NA Premier League Season 21/22: Immortals, eUnited (W) Teilnahme durch Wild Card: Echo Fox | (G) Gewinner der ESL Pro League Season 3 Offline-Finals: SK Gaming (M) Meister der ESL Pro League Season 3 NA Division: SK Gaming (N) Aufsteiger aus der ESEA NA Premier League Season 21/22: Immortals, eUnited (W) Teilnahme durch Wild Card: Echo Fox | (G) Gewinner der ESL Pro League Season 3 Offline-Finals: SK Gaming (M) Meister der ESL Pro League Season 3 NA Division: SK Gaming (N) Aufsteiger aus der ESEA NA Premier League Season 21/22: Immortals, eUnited (W) Teilnahme durch Wild Card: Echo Fox | (G) Gewinner der ESL Pro League Season 3 Offline-Finals: SK Gaming (M) Meister der ESL Pro League Season 3 NA Division: SK Gaming (N) Aufsteiger aus der ESEA NA Premier League Season 21/22: Immortals, eUnited (W) Teilnahme durch Wild Card: Echo Fox | (G) Gewinner der ESL Pro League Season 3 Offline-Finals: SK Gaming (M) Meister der ESL Pro League Season 3 NA Division: SK Gaming (N) Aufsteiger aus der ESEA NA Premier League Season 21/22: Immortals, eUnited (W) Teilnahme durch Wild Card: Echo Fox | (G) Gewinner der ESL Pro League Season 3 Offline-Finals: SK Gaming (M) Meister der ESL Pro League Season 3 NA Division: SK Gaming (N) Aufsteiger aus der ESEA NA Premier League Season 21/22: Immortals, eUnited (W) Teilnahme durch Wild Card: Echo Fox | (G) Gewinner der ESL Pro League Season 3 Offline-Finals: SK Gaming (M) Meister der ESL Pro League Season 3 NA Division: SK Gaming (N) Aufsteiger aus der ESEA NA Premier League Season 21/22: Immortals, eUnited (W) Teilnahme durch Wild Card: Echo Fox |

### NA Kreuztabelle
| NA League | NA League            | Cloud 9 | Immortals | SK Gaming | OpTic Gaming | Renegades | NRG eSports | Team Liquid | Echo Fox | Counter Logic Gaming | Winterfox | compLexity | Selfless Gaming | Splyce | eUnited |
| 1.        | Cloud 9              |         | 16:5      | 16:0 1    | 16:3         | 16:12     | 16:5        | 16:8        | 12:16    | 16:11                | 16:11     | 16:9       | 16:12           | 16:13  | 16:6    |
| 2.        | Immortals            | 14:16   |           | 16:4      | 12:16        | 16:13     | 16:7        | 16:12       | 16:10    | 16:3                 | 16:1      | 12:16      | 16:8            | 16:4   | 10:16   |
| 3.        | SK Gaming            | 0:16 1  | 11:16     |           | 16:8         | 12:16     | 16:14       | 13:16       | 16:11    | 16:7                 | 16:0 1    | 16:1       | 16:9            | 16:10  | 16:8    |
| 4.        | OpTic Gaming         | 12:16   | 13:16     | 15:19     |              | 16:13     | 16:10       | 20:22       | 16:5     | 16:9                 | 16:8      | 16:6       | 22:20           | 16:8   | 16:2    |
| 5.        | Renegades            | 16:19   | 2:16      | 16:0      | 16:12        |           | 16:9        | 16:12       | 16:8     | 16:2                 | 16:3      | 16:8       | 16:10           | 16:6   | 16:5    |
| 6.        | NRG eSports          | 10:16   | 6:16      | 7:16      | 16:12        | 16:10     |             | 16:7        | 16:11    | 16:9                 | 16:5      | 16:10      | 16:5            | 16:4   | 16:8    |
| 7.        | Team Liquid          | 10:16   | 16:12     | 16:10     | 16:3         | 10:16     | 14:16       |             | 10:16    | 16:5                 | 16:14     | 16:7       | 13:16           | 16:8   | 16:2    |
| 8.        | Echo Fox             | 8:16    | 4:16      | 12:16     | 11:16        | 16:14     | 9:16        | 19:16       |          | 16:12                | 8:16      | 15:19      | 16:14           | 16:6   | 16:8    |
| 9.        | Counter Logic Gaming | 10:16   | 8:16      | 4:16      | 5:16         | 16:9      | 16:14       | 16:12       | 16:14    |                      | 11:16     | 16:9       | 5:16            | 19:15  | 16:10   |
| 10.       | Winterfox            | 7:16    | 7:16      | 0:16 1    | 6:16         | 8:16      | 5:16        | 11:16       | 11:16    | 16:13                |           | 14:16      | 19:16           | 16:13  | 16:12   |
| 11.       | compLexity           | 5:16    | 7:16      | 7:16      | 4:16         | 16:10     | 4:16        | 11:16       | 9:16     | 16:8                 | 1:16      |            | 7:16            | 16:11  | 16:11   |
| 12.       | Selfless Gaming      | 12:16   | 1:16      | 7:16      | 13:16        | 3:16      | 5:16        | 6:16        | 13:16    | 15:19                | 16:13     | 9:16       |                 | 16:13  | 12:16   |
| 13.       | Splyce               | 2:16    | 7:16      | 6:16      | 9:16         | 3:16      | 8:16        | 6:16        | 10:16    | 9:16                 | 7:16      | 16:14      | 14:16           |        | 16:3    |
| 14.       | eUnited              | 8:16    | 10:16     | 3:16      | 12:16        | 13:16     | 8:16        | 11:16       | 7:16     | 14:16                | 11:16     | 15:19      | 6:16            | 14:16  |         |

## Offline-Finals
Austragungsort der vom 26. bis zum 30. Oktober 2016 stattfindenden Offline-Finals war das Ginásio do Ibirapuera in São Paulo. Die in Gruppe B platzierten amerikanischen Teams Cloud 9 und SK Gaming konnten sich ins Finale spielen. Dort gewann Cloud 9 trotz einer Niederlage auf der ersten Map.

### Lineups der Teams
| Cloud 9                   | FaZe Clan                       | fnatic 1                     | Immortals                    |
| ------------------------- | ------------------------------- | ---------------------------- | ---------------------------- |
| Jordan „n0thing“ Gilbert  | Philip „aizy“ Aistrup           | Dennis „dennis“ Edman        | Wilton „zews“ Prado          |
| Michael „shroud“ Grzesiek | Finn „karrigan“ Andersen        | Jonas „Lekr0“ Eliasson       | Ricardo „boltz“ Prass        |
| Tyler „Skadoodle“ Latham  | Aleksi „allu“ Jalli             | John „wenton“ Eriksson       | Henrique „HEN1“ Teles        |
| Timothy „autimatic“ Ta    | Joakim „jkaem“ Myrbostad        | Simon „twist“ Eriksson       | Lucas „LUCAS1“ Teles         |
| Jake „Stewie2k“ Yip       | Håvard „rain“ Nygaard           | Olof „olofmeister“ Kajbjer   | João „felps“ Vasconcellos    |
| mousesports               | Ninjas in Pyjamas               | NRG eSports                  | OpTic Gaming                 |
| Christian „loWel“ Antoran | Christopher „GeT_RiGhT“ Alesund | Fatih „gob b“ Dayik          | Oscar „mixwell“ Cañellas     |
| Chris „chrisJ“ de Jong    | Mikail „maikelele“ Bill         | Peter „ptr“ Gurney           | Tarik „tarik“ Celik          |
| Denis „denis“ Howell      | Adam „friberg“ Friberg          | Jacob „FugLy“ Medina         | Peter „Stanislaw“ Jarguz     |
| Nikola „NiKo“ Kovač       | Richard „Xizt“ Landström        | Nikola „LEGIJA“ Ninic        | Keith „NAF“ Markovic         |
| Timo „Spiidi“ Richter     | Patrik „f0rest“ Lindberg        | Johannes „tabseN“ Wodarz     | Will „Rush“ Wierzba          |
| SK Gaming                 | Team Dignitas                   | Team EnVyUs                  | Team Liquid                  |
| Fernando „fer“ Alvarenga  | René „cajunb“ Borg              | Dan „apEX“ Madesclaire       | Nick „nitr0“ Cannella        |
| Marcelo „coldzera“ David  | Mathias „MSL“ Lauridsen         | Nathan „NBK“ Schmitt         | Jonathan „EliGE“ Jablonowski |
| Tacio „TACO“ Filho        | Emil „Magiskb0Y“ Reif           | Vincent „Happy“ Schopenhauer | Josh „jdm64“ Marzano         |
| Lincoln „fnx“ Lau         | Ruben „RUBINO“ Villarroel       | Kenny „kennyS“ Schrub        | Spencer „Hiko“ Martin        |
| Gabriel „FalleN“ Toledo   | Kristian „k0nfig“ Wienecke      | Christophe „SIXER“ Xia       | Jacob „Pimp“ Winneche        |

### Gruppe A
| OpTic Gaming | – | Team Liquid  | 16:02 |
| Immortals    | – | Team EnVyUs  | 05:16 |
| mousesports  | – | Team Liquid  | 16:12 |
| Immortals    | – | OpTic Gaming | 04:16 |
| Team EnVyUs  | – | Team Liquid  | 16:04 |
| mousesports  | – | OpTic Gaming | 16:10 |
| Immortals    | – | mousesports  | 16:14 |
| OpTic Gaming | – | Team EnVyUs  | 05:16 |
| Immortals    | – | Team Liquid  | 14:16 |
| mousesports  | – | Team EnVyUs  | 16:09 |

| Rang                                                                       | Team         | Sp. | S | N | R+ | R- | Diff. | Punkte |
| -------------------------------------------------------------------------- | ------------ | --- | - | - | -- | -- | ----- | ------ |
| 01.                                                                        | mousesports  | 4   | 3 | 1 | 62 | 47 | +15   | 9      |
| 02.                                                                        | Team EnVyUs  | 4   | 3 | 1 | 57 | 30 | +27   | 9      |
| 03.                                                                        | OpTic Gaming | 4   | 2 | 2 | 47 | 38 | +09   | 6      |
| 04.                                                                        | Team Liquid  | 4   | 1 | 3 | 34 | 62 | −28   | 3      |
| 05.                                                                        | Immortals    | 4   | 1 | 3 | 39 | 62 | −23   | 3      |
| Legende:  Qualifikation für das Halbfinale  Teilnahme an das Viertelfinale |              |     |   |   |    |    |       |        |

### Gruppe B
| Cloud 9           | – | FaZe Clan         | 16:14 |
| NRG eSports       | – | Team Dignitas     | 03:16 |
| SK Gaming         | – | Ninjas in Pyjamas | 10:16 |
| Cloud 9           | – | NRG eSports       | 16:09 |
| Ninjas in Pyjamas | – | Team Dignitas     | 14:16 |
| SK Gaming         | – | FaZe Clan         | 16:02 |
| Ninjas in Pyjamas | – | NRG eSports       | 16:14 |
| FaZe Clan         | – | Team Dignitas     | 16:07 |
| SK Gaming         | – | Cloud 9           | 16:06 |
| FaZe Clan         | – | NRG eSports       | 22:20 |
| SK Gaming         | – | Team Dignitas     | 16:07 |
| Ninjas in Pyjamas | – | Cloud 9           | 09:16 |
| SK Gaming         | – | NRG eSports       | 16:10 |
| Cloud 9           | – | Team Dignitas     | 16:13 |
| Ninjas in Pyjamas | – | FaZe Clan         | 16:07 |

| Rang                                                                       | Team              | Sp. | S | N | R+ | R- | Diff. | Punkte |
| -------------------------------------------------------------------------- | ----------------- | --- | - | - | -- | -- | ----- | ------ |
| 01.                                                                        | SK Gaming         | 5   | 4 | 1 | 74 | 41 | +33   | 12     |
| 02.                                                                        | Cloud 9           | 5   | 4 | 1 | 70 | 61 | +09   | 12     |
| 03.                                                                        | Ninjas in Pyjamas | 5   | 3 | 2 | 71 | 63 | +08   | 9      |
| 04.                                                                        | FaZe Clan         | 5   | 2 | 3 | 61 | 75 | −14   | 6      |
| 05.                                                                        | Team Dignitas     | 5   | 2 | 3 | 59 | 65 | −06   | 3      |
| 06.                                                                        | NRG eSports       | 5   | 0 | 5 | 56 | 86 | −30   | 0      |
| Legende:  Qualifikation für das Halbfinale  Teilnahme an das Viertelfinale |                   |     |   |   |    |    |       |        |

### Playoffs
|  | Viertelfinale      | Viertelfinale     | Viertelfinale | Viertelfinale | Viertelfinale |  |  | Halbfinale         | Halbfinale        | Halbfinale | Halbfinale | Halbfinale |                    |         | Finale | Finale | Finale | Finale | Finale |
|  |                    |                   |               |               |               |  |  |                    |                   |            |            |            |                    |         |        |        |        |        |        |
|  |                    |                   |               |               |               |  |  |                    |                   |            |            |            |                    |         |        |        |        |        |        |
|  |                    |                   |               |               |               |  |  | Europaische Union  | mousesports       | 9          | 10         |            |                    |         |        |        |        |        |        |
|  | Vereinigte Staaten | Cloud 9           | 16            | 16            |               |  |  | Vereinigte Staaten | Cloud 9           | 16         | 16         |            |                    |         |        |        |        |        |        |
|  | Vereinte Nationen  | OpTic Gaming      | 12            | 2             |               |  |  |                    |                   |            |            |            | Vereinigte Staaten | Cloud 9 | 17     | 16     | 16     |        |        |
|  |                    |                   |               |               |               |  |  |                    | Brasilien         | SK Gaming  | 19         | 6          | 5                  |         |        |        |        |        |        |
|  |                    |                   |               |               |               |  |  | Brasilien          | SK Gaming         | 10         | 16         | 16         |                    |         |        |        |        |        |        |
|  | Frankreich         | Team EnVyUs       | 9             | 17            |               |  |  | Schweden           | Ninjas in Pyjamas | 16         | 7          | 10         |                    |         |        |        |        |        |        |
|  | Schweden           | Ninjas in Pyjamas | 16            | 19            |               |  |  |                    |                   |            |            |            |                    |         |        |        |        |        |        |

### Preisgeldverteilung
| Platz     | Clan                          | Preisgeld (in US-Dollar) |
| --------- | ----------------------------- | ------------------------ |
| 1.        | Cloud 9                       | 200.000                  |
| 2.        | SK Gaming                     | 090.000                  |
| 3. – 4.   | mousesports Ninjas in Pyjamas | 045.000                  |
| 5. – 6.   | OpTic Gaming Team EnVyUs      | 036.000                  |
| 7. – 8.   | FaZe Clan Team Liquid         | 030.000                  |
| 9. – 10.  | Immortals Team Dignitas       | 025.000                  |
| 11. – 12. | fnatic NRG eSports            | 020.000                  |

## Playoffs und Relegation
Die beiden Meister der zweitklassigen EU Premier League Season 23 stiegen direkt in die EPL auf. Die zweit- und drittplatzierten spielen in der Relegation gegen Platz 12 und 13 der EPL.

### Playoffs der ESEA Premier League Season 23
| Name         | ESEA Season 23: Premier Division - Europe                          | ESEA Season 23: Premier Division - North America                   |
| ------------ | ------------------------------------------------------------------ | ------------------------------------------------------------------ |
| Veranstalter | E-Sports Entertainment Association                                 | E-Sports Entertainment Association                                 |
| Zeit und Ort | 17. November 2016 – 5. Januar 2017, Finale: Burbank (sonst online) | 17. November 2016 – 5. Januar 2017, Finale: Burbank (sonst online) |
| Sieger       | Team Kinguin                                                       | Team SoloMid                                                       |
| Finalist     | Team LDLC                                                          | Rush                                                               |
| Dritter      | Rogue                                                              | Luminosity Gaming                                                  |

### Relegation
Alle Gewinner der Spiele qualifizierten sich für die ESL Pro League Season 5.

#### EU-Relegation
|  | Zeit: 18. Januar 2017 18:00 MEZ |              |    |    |    |
|  |                                 |              |    |    |    |
|  | Europaische Union               | Penta Sports | 16 | 12 | 14 |
|  | Europaische Union               | Team LDLC    | 11 | 16 | 16 |
|  |                                 |              |    |    |    |

|  | Zeit: 18. Januar 2017 21:30 MEZ |        |    |    |    |
|  |                                 |        |    |    |    |
|  | Danemark                        | Heroic | 14 | 16 | 16 |
|  | Danemark                        | Rogue  | 16 | 11 | 1  |
|  |                                 |        |    |    |    |

#### NA-Relegation
|  | Zeit: 18. Januar 2017 2:00 MEZ |                   |    |    |  |
|  |                                |                   |    |    |  |
|  | Vereinigte Staaten             | Selfless Gaming   | 6  | 11 |  |
|  | Brasilien                      | Luminosity Gaming | 16 | 16 |  |
|  |                                |                   |    |    |  |

|  | Zeit: 19. Januar 2017 2:00 MEZ |        |    |    |    |
|  |                                |        |    |    |    |
|  | Vereinigte Staaten             | Splyce | 16 | 13 | 10 |
|  | Vereinigte Staaten             | Rush   | 10 | 16 | 16 |
|  |                                |        |    |    |    |

|  | Zeit: 3. Februar 2017 3:00 MEZ |                 |    |    |    |
|  |                                |                 |    |    |    |
|  | Vereinigte Staaten             | Selfless Gaming | 16 | 6  | 16 |
|  | Vereinigte Staaten             | Splyce          | 14 | 16 | 12 |
|  |                                |                 |    |    |    |